# Superstore
Superstore är en amerikansk TV-serie, som började sändas 30 november 2015 i USA på TV-kanalen NBC. Serien är skapad av Justin Spitzer som även är exekutiv producent. Medverkande skådespelare är bland annat America Ferrera, Ben Feldman, Lauren Ash, Colton Dunn, Nico Santos, Nichole Bloom och Mark McKinney. Serien utspelar sig i ett varuhus i Saint Louis, Missouri.

## Rollista (i urval)
- America Ferrera - Amelia "Amy" Dubanowski
- Ben Feldman - Jonah Simms
- Lauren Ash - Dina Fox
- Colton Dunn - Garrett McNeil
- Nico Santos - Mateo Fernando Aquino Liwanag
- Nichole Bloom - Cheyenne Thompson
- Mark McKinney - Glenn Sturgis
- Jon Barinholtz – Marcus